# Colt's Manufacturing Company
Colt's Manufacturing Company is een Amerikaanse wapenfabrikant genoemd naar de oprichter, Samuel Colt (19 juli 1814 - 10 januari 1862). Het bedrijf is sinds 1855 gevestigd in Hartford, Connecticut. Op 11 februari 2021 werd bekend dat Colt wordt overgenomen door het Tsjechische wapenconcern Česká zbrojovka Group SE.
Wereldberoemd is de "Single Action Army" uit 1873, beter bekend als de Peacemaker, bekend van westernfilms.

## Geschiedenis

### 1836-1855

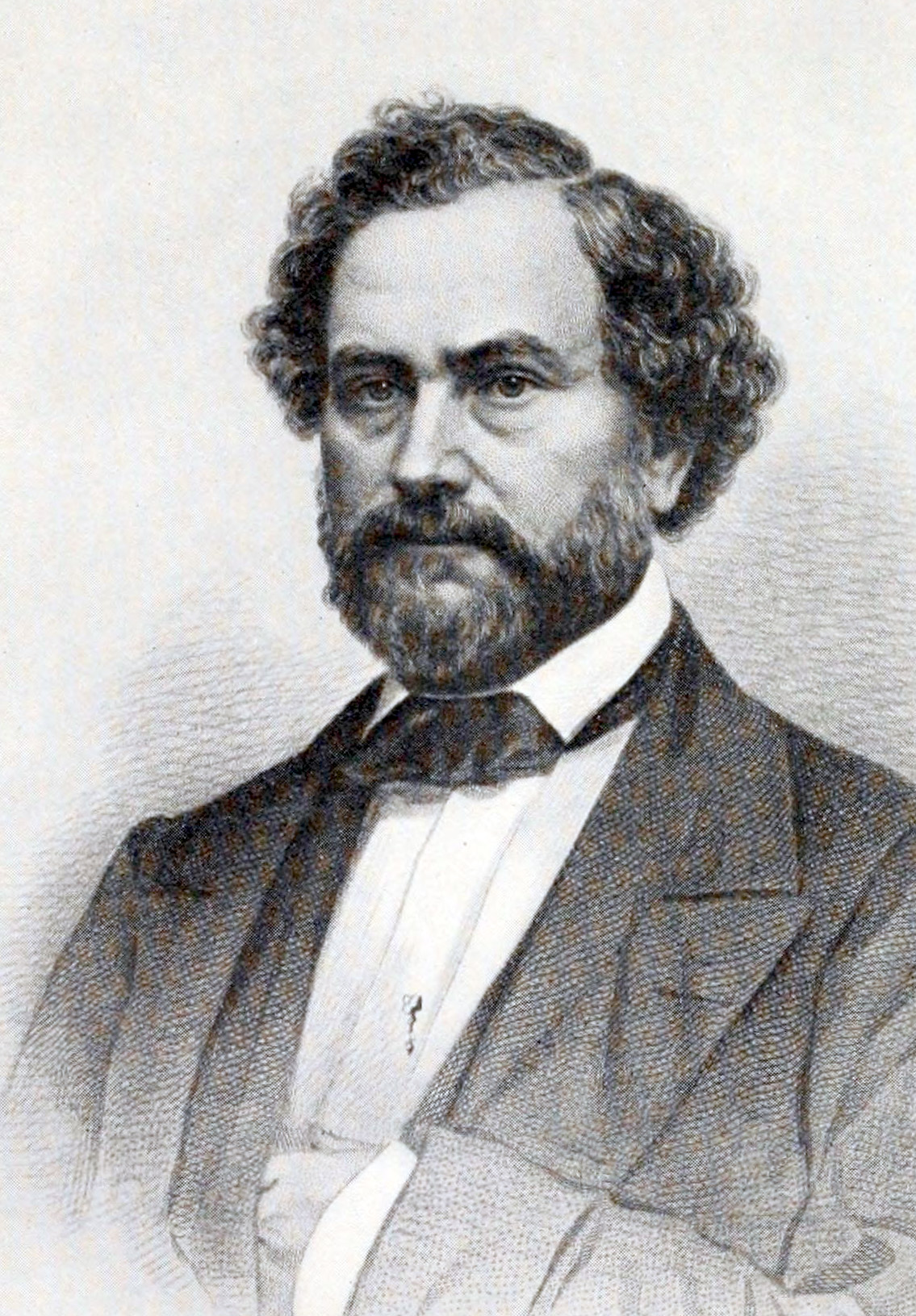
Samuel Colt

In 1836 bouwde Samuel Colt zijn eerste fabriek in Patterson, New Jersey, toen een van de snelst groeiende industriegebieden van de Verenigde Staten. Een rijke oom van hem was bereid de zaak te financieren. Op 22-jarige leeftijd werd Colt bedrijfsleider van een echt wapenfabriekje, de Patent Arms Manufacturing Company. Korte tijd hierna ontwikkelde hij drie verschillende modellen revolver, de Colt Pocket, de Colt Belt Model en de Colt Holster Model. Daarnaast ontwikkelde hij nog twee geweren, die ook een roterende cilinder hadden. De civiele verkopen vielen tegen en ook aan de Amerikaanse overheid verkocht hij maar een paar honderd wapens. In 1842 ging het bedrijf failliet.
Om toch wat geld te verdienen, probeerde Samuel Colt de Amerikaanse overheid te interesseren voor zijn andere ideeën, zoals waterdichte munitie en zeemijnen. In 1845 hadden verschillende U.S. Dragoon eenheden en de Texas Rangers succes in hun strijd tegen de Indianen, en dit was mede te danken aan Colts vuurwapens. Toen in 1846 de Mexicaanse Oorlog uitbrak, kreeg Colt bezoek van Samuel H. Walker. Met z'n tweeën ontwikkelden zij een nieuwe en zwaardere revolver, die Colt de naam "Walker" gaf. Snel daarna ontving Colt een legerorder voor 1000 stuks van deze nieuwe revolver. Samuel Colt kon dus weer verdergaan met zijn wapenfabricage, Hij had alleen geen fabriek. Zijn vriend, Eli Whitney Jr., had echter wel een fabriek, in Connecticut, en daar mocht Colt zijn wapens gaan produceren.
Het jaar 1851 was een goed jaar voor Colt. Ten eerste werd er een wapenfabriek opgezet in Engeland om wapens te gaan produceren voor de Europese markt. Ook kocht Colt goedkope stukken land in de uiterwaarden van de Connecticut-rivier. Nadat hij dit gebied had omdijkt, werd hier een grote fabriek gebouwd, die werd uitgerust met de allernieuwste machines uit die tijd. Zo produceerde Colt al in het eerste jaar zo'n 5000 vuurwapens. In 1855 werd het bedrijf omgedoopt in Colt's Patent Fire Arms Manufacturing Company. In 1856 werd de productie verhoogd tot 150 wapens per dag. Als dank voor de grote verdienste van Colt voor Hartfort, werd Samuel Colt benoemd als honorair kolonel door de gouverneur van Connecticut.

### 1856-1900
Samuel Colt had niet alleen verstand van vuurwapens bouwen, maak ook van zaken doen. Daarom bouwde hij in de Verenigde Staten een heel netwerk van distributeurs op voor de verkoop in lokale markten. In 1860, toen de burgeroorlog bijna begon, stopte Colt met het leveren van zijn wapens aan de Zuidelijke Staten. Aan het eind van 1861 gingen de zaken voortreffelijk voor Colt en werkten er meer dan 1000 mensen in de fabriek.
Samuel Colt overleed op 47-jarige leeftijd 10 januari 1862, maar heeft in zijn korte leven meer dan 400.000 wapens geproduceerd.
Na zijn dood nam zijn familie de zaak over. In 1864 brandde de fabriek helemaal af, waardoor de productie stilviel. De weduwe van Samuel Colt liet de fabriek herbouwen met veel aandacht voor de veiligheid. Toen in 1867 de bouw was voltooid, begon men in opdracht van de Amerikaanse overheid aan de productie van Gatling machinegeweren. Van 1869 tot 1871 is Colt vooral bezig geweest met de conversie van percussierevolvers, zodat er metaalpatronen in konden. Colt had genoeg kennis om deze zelf te maken, maar dat mocht niet omdat Rollin White, eigendom van Smith & Wesson, hier het patent op had. Toen dit was verlopen in 1872 kon Colt beginnen met de productie van zijn eerste revolver met een geheel doorboorde cilinder. Dit werd de Colt Single Action Army, ook bekend als de Colt 1873 of de Colt Peacemaker.
In ongeveer 1891 kwam de bedrijfsleiding van Colt in contact met John Moses Browning. Samen hebben ze gewerkt aan de ontwikkeling van een watergekoeld machinegeweer voor de Amerikaanse marine. Ook ontwikkelde Browning voor Colt het bekende BAR machinegeweer en de wereldberoemde Colt 1911 en de verbeterde versie daarvan, de Colt 1911-A1.

### 1901-1963
In 1901 verkocht de familie Colt het bedrijf aan investeerders. In de Eerste en Tweede Wereldoorlog moest Colt overschakelen op oorlogsproductie. In 1942 had Colt ruim 15.000 werknemers in dienst, verdeeld over drie fabrieken. Na de Tweede Wereldoorlog kreeg Colt het erg moeilijk, doordat er veel minder wapens werden verkocht. Hierna heeft Colt geprobeerd wat meer geld binnen te halen door gedeeltelijk over te gaan op de productie van machines, drukpersen en afwasmachines. Dankzij de Koreaanse Oorlog ging het vanaf 1950 beter met Colt, maar na het tekenen van de wapenstilstand in 1952 was dat voorbij. In 1955 draaide het bedrijf op zijn allerlaatste financiële reserves en werd er gevreesd voor een faillissement. Toen besloot het management om een fusiepartner te zoeken, Dit werd de Penn-Texas Corporation, een grote holdingmaatschappij. In 1960 kwam Colt met een nieuw semiautomatisch geweer, de AR-15, gevolgd door de volautomatische M16. Tijdens de Vietnamoorlog ging het weer goed met Colt en draaide de fabrieken op volle toeren als gevolg van de grote vraag naar M16-geweren.

### 1964-heden
In 1964 kwam er een grote verandering, toen de holdingmaatschappij werd gereorganiseerd. De Colts Inc. Firearms Division werd toen een onderdeel van Colt Industries. In de jaren 70 heeft Colt veel geld verdiend met de productie van oude Sharps geweren en zwartkruit-replica's van oude Colt revolvers voor de civiele markt. Dit was zo'n groot succes, dat Colt ook gegraveerde modellen van deze wapens ging verkopen. Naar aanleiding van dit grote succes werd de Colt Custom Gun Shop opgezet.
In 1984 introduceerde Colt het Combat Government Model en de bijbehorende .380 ACP Government munitie. Voor een poosje ging het goed met Colt, totdat de Amerikaanse legertop besloot de Colt 1911-A1 af te schaffen. Colt viel al snel uit in de race om een nieuw pistool te maken voor het leger.
In 1986 vierde Colt het 150-jarig bestaan van het bedrijf en besloot om een reeks oude wapens opnieuw uit te brengen, waaronder de Peacemaker.
Hierna ging het weer een tijd niet goed met het bedrijf en braken er perioden aan van stakingen van de werknemers. Bovendien verloor Colt in 1988 het contract met de Amerikaanse overheid voor levering van de M16. In 1989 werd het bedrijf verkocht aan een grote groep van investeerders. In 1990 werden er drie nieuwe wapens geïntroduceerd: de Double Eagle, de Colt Anaconda en een vernieuwde versie van het AR-15 geweer.
In 1994 verhuisde het bedrijf van Hartford naar West Hartford. De financiële redding voor Colt was een contract met de overheid voor levering van 19.000 Colt M4-geweren.
In 2015 vroeg Colt faillissement aan. Na herstructurering van de schulden kon het bedrijf weer verder.
Op 11 februari 2021 werd bekend dat Colt wordt overgenomen door het Tsjechische wapenconcern Česká zbrojovka Group SE (CZG). CZG neemt alle aandelen over en is bereid daarvoor US$ 220 miljoen te betalen. Wanneer de overname is afgerond, waarschijnlijk in het tweede kwartaal van 2021, heeft de combinatie een jaaromzet van meer dan US$ 500 miljoen.

## Huidig assortiment voor de civiele markt

### Revolvers
| Model              | Kaliber                                   |
| ------------------ | ----------------------------------------- |
| Single Action Army | .32-20 .357 .38 Special .38-40 .44 .45 LC |

### Pistolen
| Model                          | Kaliber           |
| ------------------------------ | ----------------- |
| 1911 Series / 1911 WO1 Replica | .45 ACP           |
| Gold Cup Trophy                | .45 ACP           |
| Gunsite Pistol                 | .45 ACP           |
| Special Combat Government      | .38 Super .45 ACP |
| .38 Super                      | .38 Super         |
| Government                     | .38 Super .45 ACP |
| 70's Series/Government model   | .45 ACP           |
| Defender                       | .45 ACP           |

### Geweren
| Model             | Kaliber  |
| ----------------- | -------- |
| Match Target HBAR | .223 Rem |
| Match Target M4   | .223 Rem |
| Accurized Rifle   | .223 Rem |

## Collectie (selectie) in hetMetropolitan Museum of Art, New York

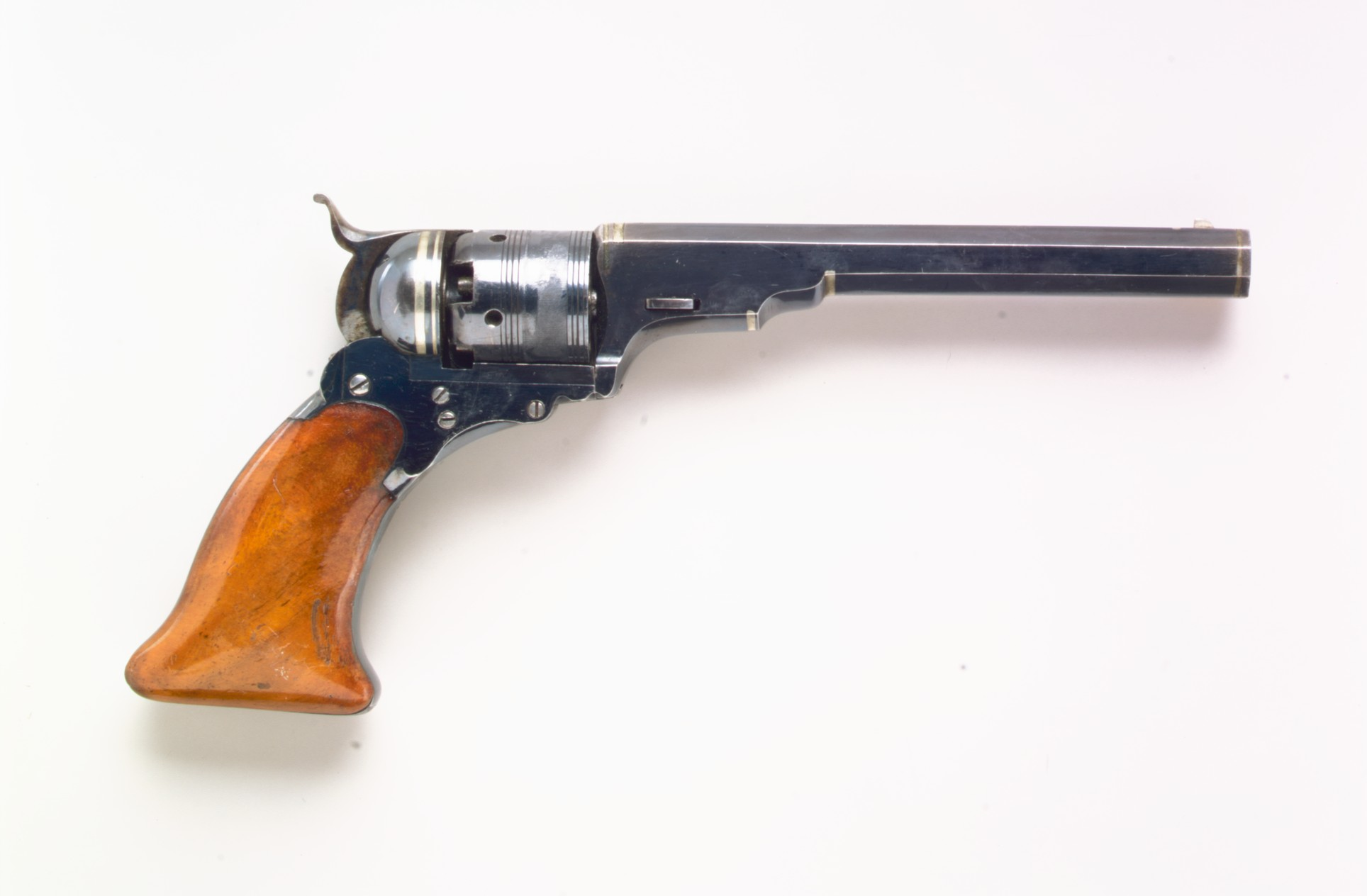
Colt Paterson percussierevolver No. 3, riemmodel, serienummer 156 (ca. 1838)
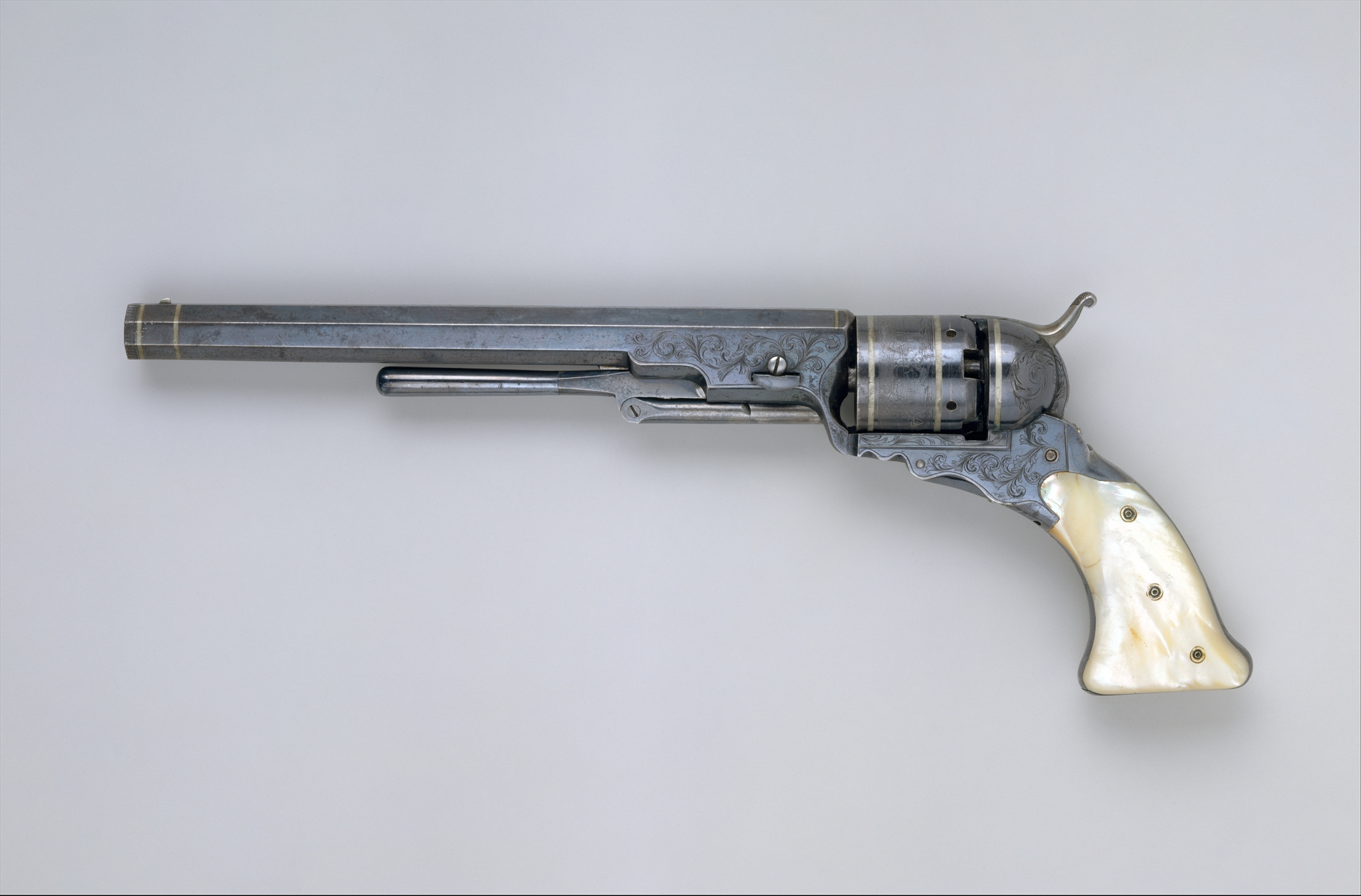
Colt Paterson percussierevolver No. 5, riemmodel (ca. 1840)
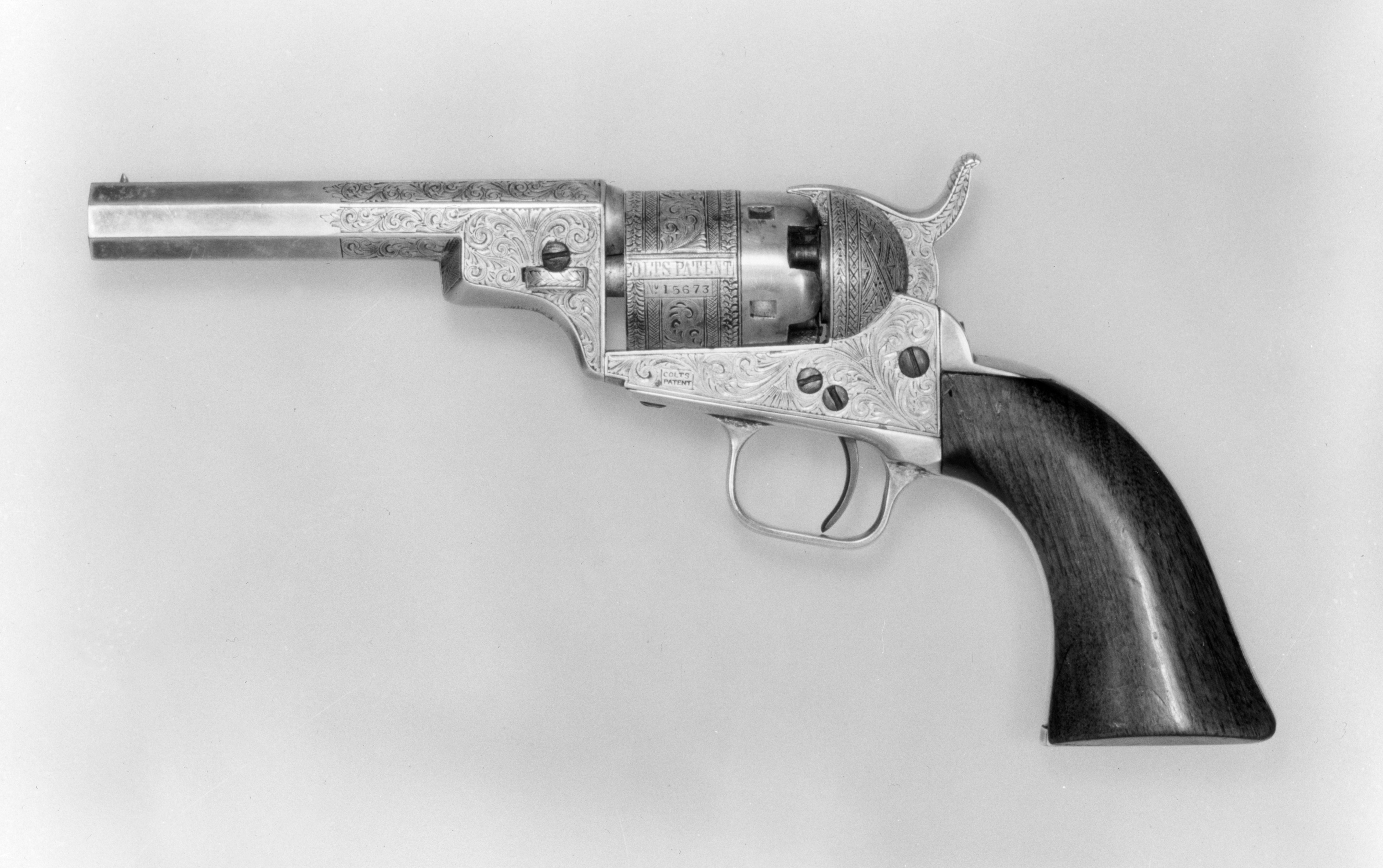
"Wells Fargo" Colt Revolver (ca. 1851)
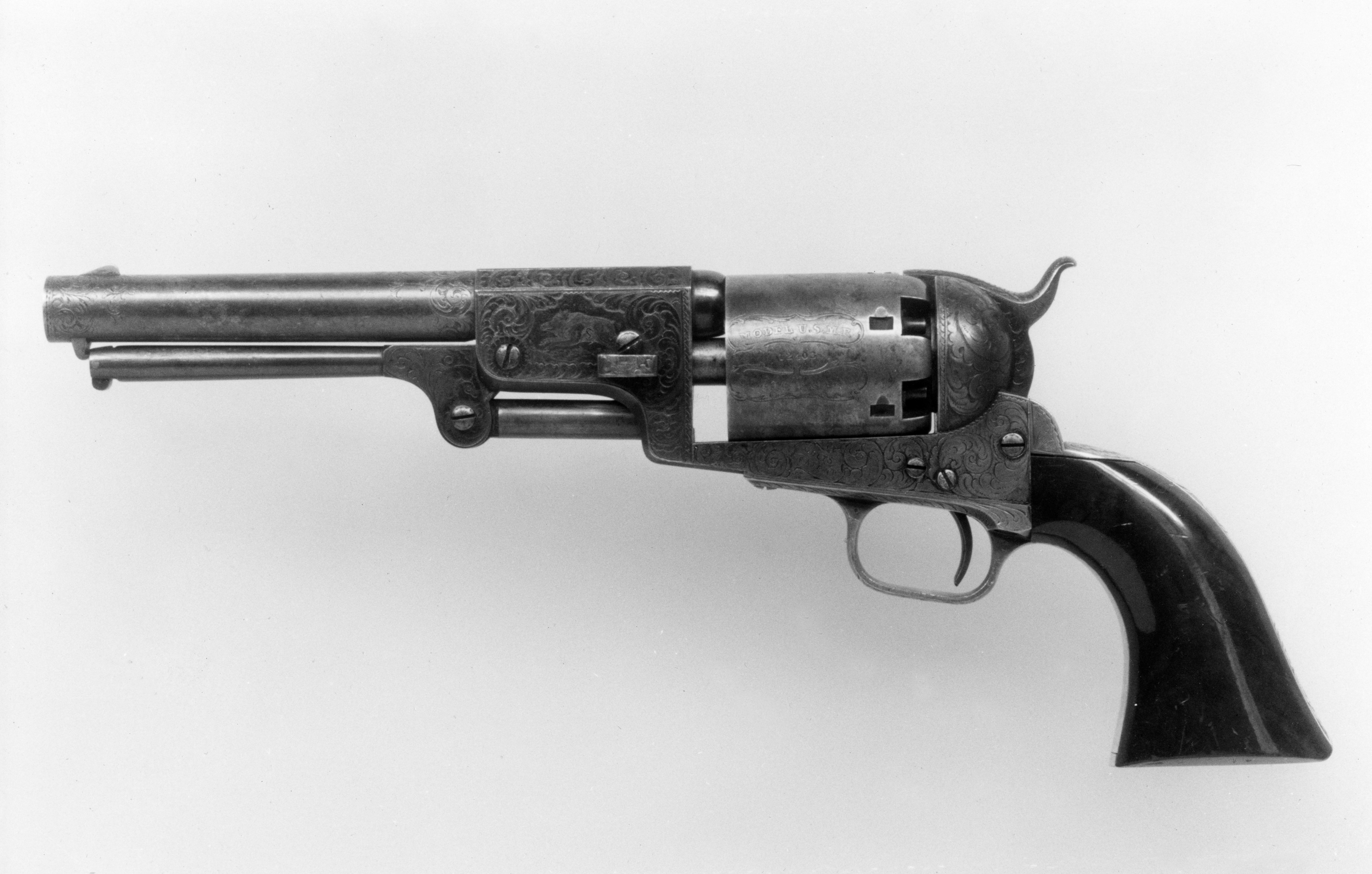
Colt Dragoon percussierevolver, model 3, serienummer 12403 (1852)
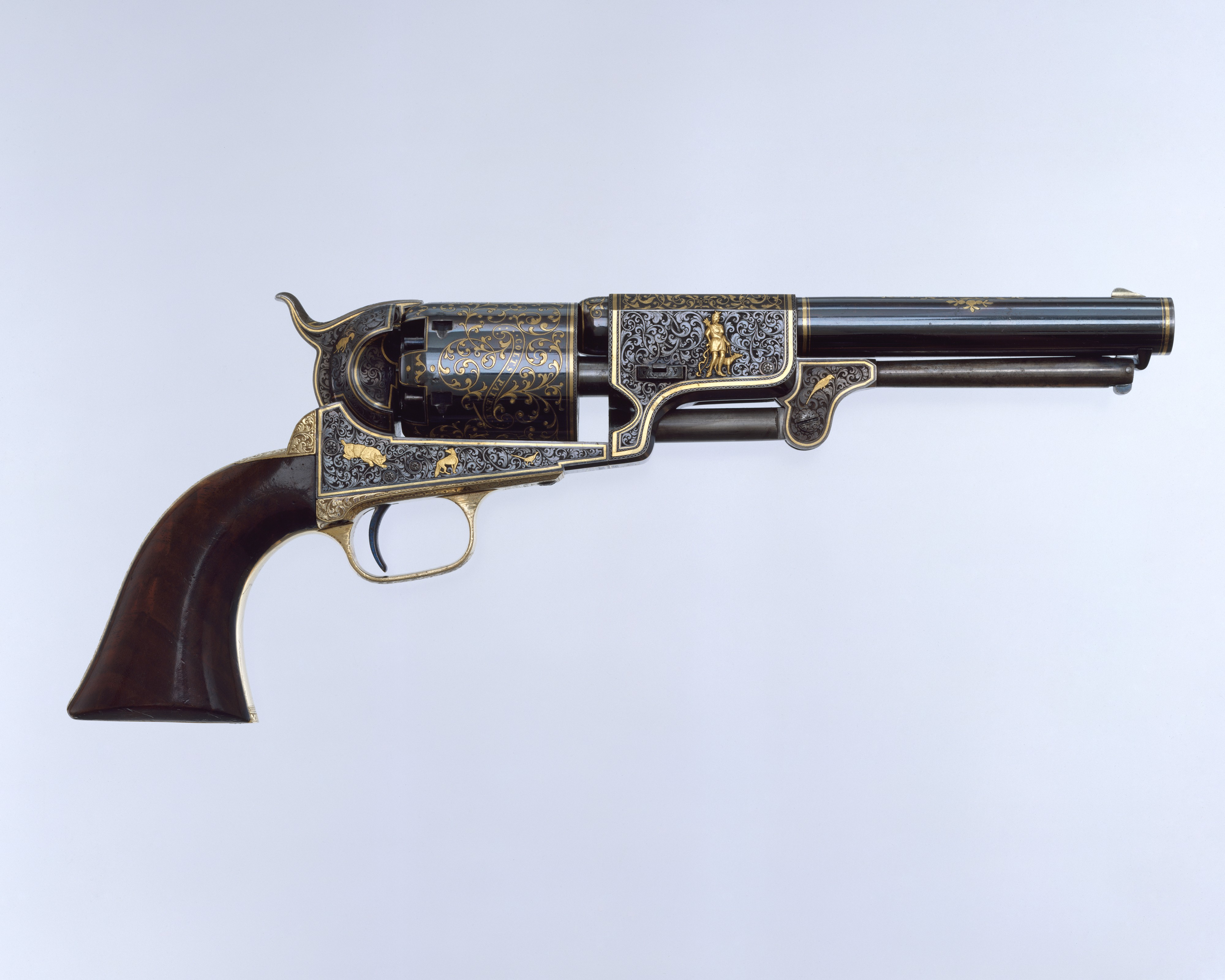
Colt Dragoon percussierevolver, model 3, serienummer 12406 (ca. 1853)
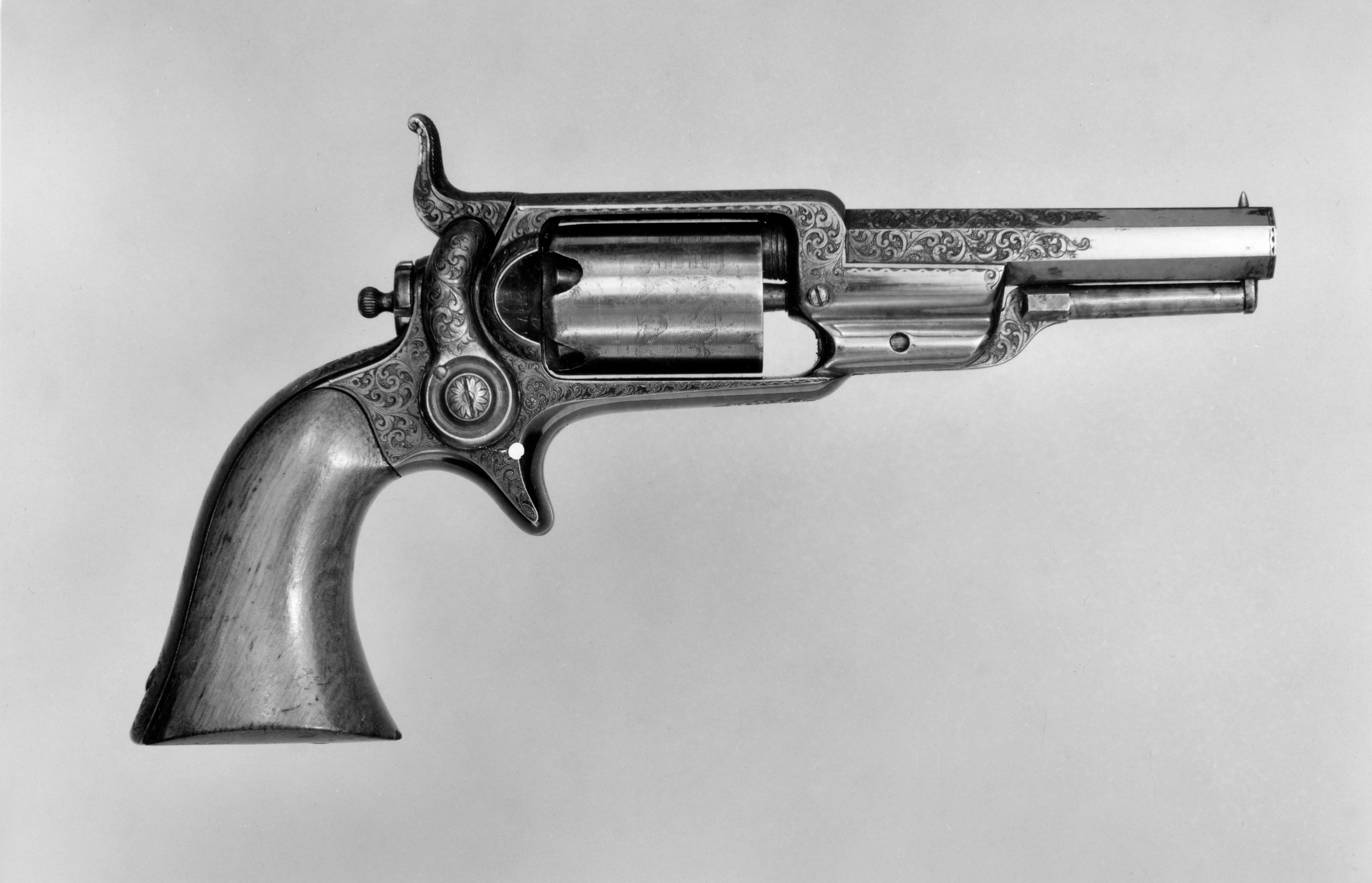
Colt Model 1855 zakpercussierevolver, serienummer 4460 (1855)
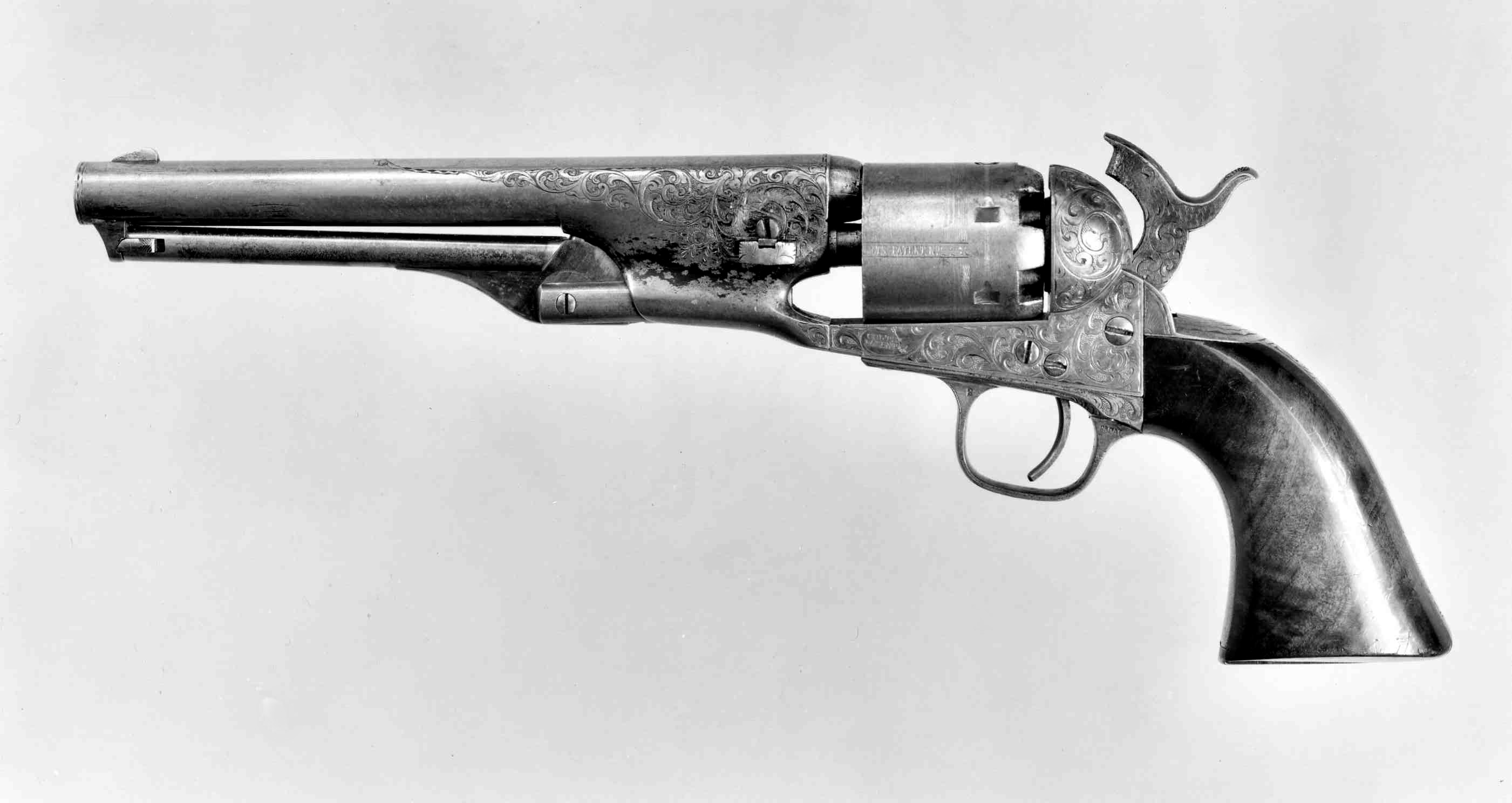
Colt Model 1861 Navy percussierevolver, serienummer 12240 (1863)
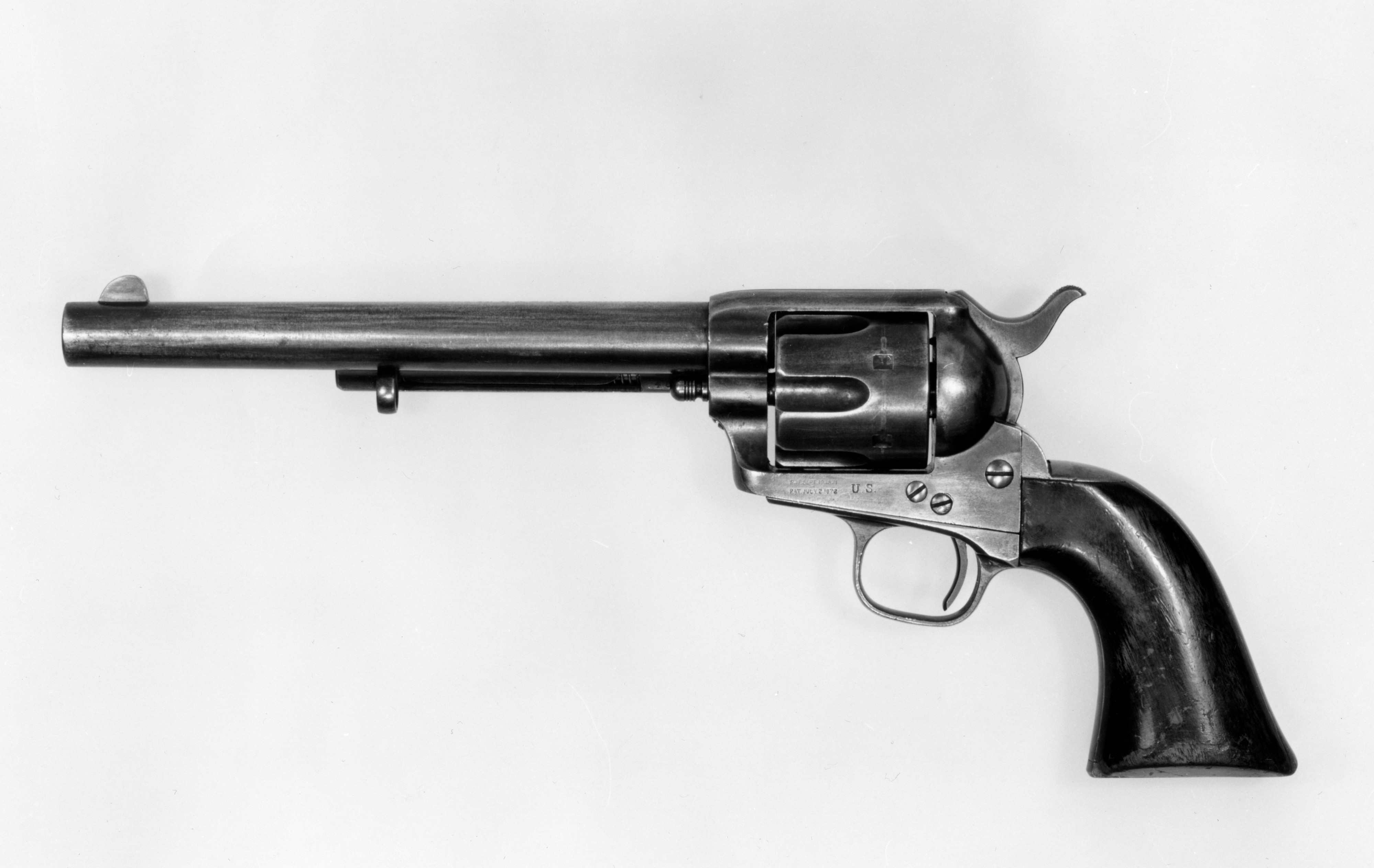
Peacemaker (single action Army), serienummer 4519 (1874)